# Аюта (хутор)
Аюта́ — хутор в Октябрьском районе Ростовской области. Входит в состав Красюковского сельского поселения.

## География

### Уличная сеть
| - ул. Вербная, - ул. Западная, - ул. Заповедная, - ул. Заречная, | - ул. Кошевого, - ул. Нагорная, - ул. Центральная. |

## Население
| 2010 |
| ---- |
| 64   |